# Сарапуи
Сарапуи (порт. Sarapuí) — муниципалитет в Бразилии, входит в штат Сан-Паулу. Составная часть мезорегиона Макрорегион агломерации Сан-Паулу. Входит в экономико-статистический микрорегион Сорокаба. Население составляет 8787 человек на 2006 год. Занимает площадь 354,463 км². Плотность населения — 24,8 чел./км².

## История
Город основан в 1872 году.

## Статистика
- Валовой внутренний продукт на 2003 составляет 66 385 954,00 реала (данные: Бразильский институт географии и статистики).
- Валовой внутренний продукт на душу населения на 2003 составляет 7963,77 реала (данные: Бразильский институт географии и статистики).
- Индекс развития человеческого потенциала на 2000 составляет 0,756 (данные: Программа развития ООН).